# 쿨투랄 이 데포르티바 레오네사
쿨투랄 이 데포르티바 레오네사(Cultural y Deportiva Leonesa), 또는 쿨투랄 레오네사(Cultural Leonesa)는 스페인 카스티야이레온 지방 레온의 축구 클럽이다.
1923년 8월 5일에 창단된 이 팀은 현재 세군다 디비시온에 속해 있으며 13,346석 규모의 에스타디오 레이노 데 레온에서 홈 경기를 치르고 있다.
2014-15 시즌을 앞두고 클럽은 턱시도처럼 보이도록 디자인된 키트를 출시했다. 언론과 소셜 네트워킹 사이트에서 큰 주목을 받은 이 키트는 광산 가족을 위한 지역 자선 단체를 지원하는 프리시즌 자선 경기에서 착용되었다.

## 선수 명단

### 현역
참고: FIFA 자격 규정에 따라 소속된 국가대표팀 국기를 표시합니다. 선수는 복수의 FIFA 비회원국 국적을 가지고 있을 수 있습니다.
| 번호 | 포지션 | 국적       | 이름            |
| ---- | ------ | ---------- | --------------- |
| 2    | DF     | 베네수엘라 | 빅토르 가르시아 |

| 번호 | 포지션 | 국적 | 이름   |
| ---- | ------ | ---- | ------ |
| 22   | FW     |      | 파이브 |

## 역대 감독
| 감독                       | 임기        |
| -------------------------- | ----------- |
| 후안마 리요                | 1991 ~ 1992 |
| 카를로스 가르시아 칸타레로 | 2004 ~ 2005 |